# Avar Kojszu
Avar Kojszu (orosz nyelven Аварское Койсу, a felső folyásánál: Dzsurmut (Джурмут)) folyó az orosz köztársaságban, Dagesztánban. Az Avar Kojszu a Szulak folyó felső szakasza, mely az Andi Kojszuval egyesülve Szulak néven folyik tovább.

## Leírása

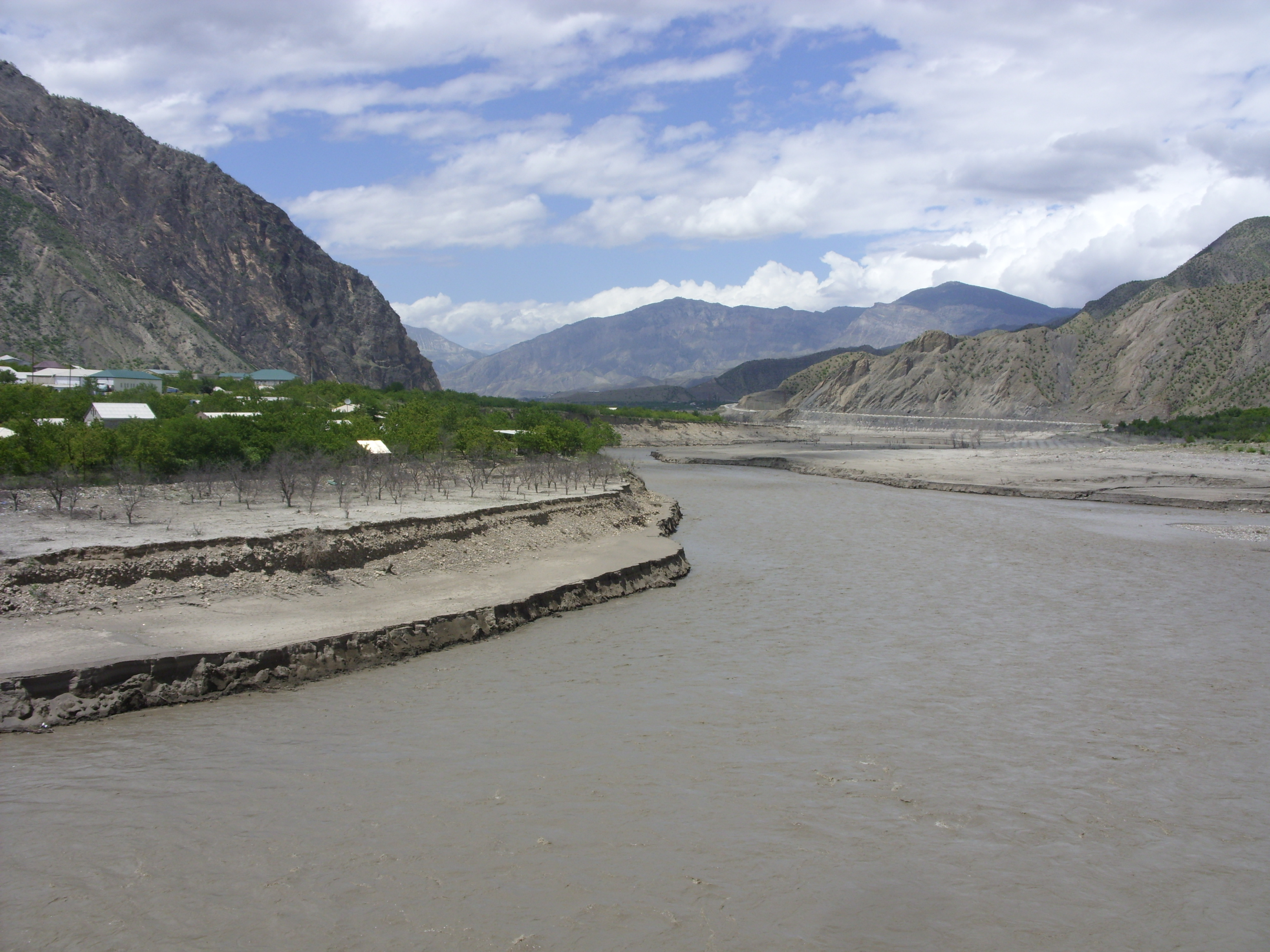
Az Avar Kojszu részlete

Az Avar Kojszu – Dagesztán déli részéből ered. Elsősorban északi irányban folyik.
A legfontosabb mellékfolyói: Karakojszu jobbról és a Kazikumuhi Kojszu.
Az Avar Kojszu hossza 178 km. A Nagy-Kaukázus keleti részén 7660 km² területen gyűjti a vizet. Főleg az olvadó hó táplálja. Az átlagos vízhozam 95 m³/s
A folyóvíz egy részét öntözési célra használják.
A folyó mentén két gát is van, mindegyikhez vízerőmű kapcsolódik. Az irganai vízerőművet a 18 km²-es Irganai-víztározó táplálja.